# Bruno Petković
Bruno Petković (hr[pêtkoʋitɕ]; n. 16 septembrie 1994) este un fotbalist profesionist croat, care joacă pe postul de atacant pentru echipa Dinamo Zagreb din Prima Ligă Croată și pentru Echipa națională de fotbal a Croației.

## Primii ani
Născut în Metkovic, Croația, Petkovic și-a început cariera la tineret la cluburile din orașul natal ONK Metković și NK Neretva, înainte de a se transfera la Dinamo Zagreb în 2007. A rămas acolo până pe 4 septembrie 2009, când a fost transferat la academia de tineret a rivalei din oraș, NK Zagreb. În următoarele două sezoane, el a jucat pentru NK Hašk (2010-2011) și Hrvatski Dragovoljac (2011-2012), înainte de transferul său în Italia, în Seria A, la Catania.

## Cariera pe echipe

### Calcio Catania
La 27 august 2012, Petkovic a transferat de Calcio Catania. Suma de transfer implicată nu a fost dezvăluită, deși Petkovic a fost trimis direct la academia de tineret a clubului după sosirea acestuia. A fost trecut pentru prima dată pe foaia de joc a echipei mari pe 27 ianuarie 2013, într-o victorie acasă cu 2-1 împotriva Fiorentinei într-un meci de campionat. Debutul său în campionat a venit în ultimul meci de Serie A 2012-2013, când a intrat în minutul 89 într-un meci din deplasare, scor 2-2 cu Torino. Înaintea sezonului de Serie A 2013-2014, Petkovic a fost a promovat oficial la prima echipă și i s-a atribuit tricoul cu numărul 32.

### Trapani și Bologna
În ianuarie 2016, Petkovic s-a transferat în Seria B la Trapani, înainte de a se întoarce în Serie A la Bologna în ianuarie 2017.

### Dinamo Zagreb
La 6 august 2018, el a fost împrumutat la Dinamo Zagreb pentru un sezon, iar Dinamo are obligația de a-l cumpăra la sfârșitul împrumutului, dacă sunt îndeplinite anumite condiții.
La 11 martie 2019, după o serie de meciuri bune făcute atât în campionatul Croației, cât și în fazele eliminatorii ale Ligii Europei, unde a marcat și a primit titlul de omul meciului în partidele cu Viktoriei Plzeň și Benfica, el a primit prima sa convocare la naționala mare a Croației în locul lui Marko Pjaca. El a debutat pentru națională la 21 martie 2019 într-un meci de calificare la Euro 2020 împotriva Azerbaidjanului.

## Statistici privind cariera

### Club
Actualizat la 20 iunie 2018
| Club                      | Divizie       | Sezon         | Campionat | Campionat | Cupă    | Cupă   | Europa  | Europa | Altele  | Altele | Total   | Total  |
| Club                      | Divizie       | Sezon         | Meciuri   | Goluri    | Meciuri | Goluri | Meciuri | Goluri | Meciuri | Goluri | Meciuri | Goluri |
| ------------------------- | ------------- | ------------- | --------- | --------- | ------- | ------ | ------- | ------ | ------- | ------ | ------- | ------ |
| Catania                   | Serie A       | 2012–2013     | 1         | 0         | 0       | 0      | –       | –      | –       | –      | 1       | 0      |
| Catania                   | Serie A       | 2013–2014     | 4         | 0         | 0       | 0      | –       | –      | –       | –      | 4       | 0      |
| Catania                   | Total         | Total         | 5         | 0         | 0       | 0      | 0       | 0      | 0       | 0      | 5       | 0      |
| Varese (împrumut)         | Serie B       | 2014–2015     | 8         | 1         | 1       | 0      | –       | –      | –       | –      | 9       | 1      |
| Reggiana (împrumut)       | Lega Pro      | 2014–2015     | 15        | 4         | 0       | 0      | –       | –      | 3       | 0      | 18      | 4      |
| Virtus Entella (împrumut) | Serie B       | 2015–2016     | 13        | 1         | 0       | 0      | –       | –      | –       | –      | 13      | 1      |
| Trapani                   | Serie B       | 2015–2016     | 18        | 7         | 0       | 0      | –       | –      | 3       | 0      | 21      | 7      |
| Trapani                   | Serie B       | 2016–2017     | 17        | 3         | 0       | 0      | –       | –      | –       | –      | 17      | 3      |
| Trapani                   | Total         | Total         | 35        | 10        | 0       | 0      | 0       | 0      | 3       | 0      | 38      | 10     |
| Bologna                   | Serie A       | 2016–2017     | 12        | 0         | 0       | 0      | –       | –      | –       | –      | 12      | 0      |
| Bologna                   | Serie A       | 2017–2018     | 9         | 0         | 1       | 0      | –       | –      | –       | –      | 10      | 0      |
| Bologna                   | Total         | Total         | 21        | 0         | 1       | 0      | 0       | 0      | 0       | 0      | 22      | 0      |
| Hellas Verona (împrumut)  | Serie A       | 2017–2018     | 16        | 0         | 0       | 0      | –       | –      | –       | –      | 16      | 0      |
| Total carieră             | Total carieră | Total carieră | 113       | 16        | 2       | 0      | 0       | 0      | 6       | 0      | 121     | 16     |